# Список соціальних мереж
Це список найбільших активних соціальних мереж за винятком сайтів знайомств.
| Ім'я                         | Опис | Дата запуску    | акаунтів        | Реєстрація               | Глобальний Alexa рейтинг |
| ---------------------------- | --- | --------------- | --------------- | ------------------------ | ------------------------ |
| Авааз                        | Соціальна платформа, що просуває дії активістів з таких питань, як права людини, кліматичні зміни і релігійні конфлікти. Займається збором підписів на різні теми і розсилкою петицій. | 2007            | 40300000 +      | Відкрита                 | 5510                     |
| Ask.fm                       | Сервіс питань та відповідей з елементами соціальної мережі. | 2010            | 90 000 000      | Відкрита                 | 176                      |
| Change.org                   | Онлайн-платформа для розміщення петицій. | 2007            | 215000000+      | Відкрита                 | 1 269                    |
| Facebook                     | Загального характеру. | лютого 2004     | 3000000000+     | Відкрита                 | 3                        |
| Flickr                       | Зберігання, обмін і використання цифрових фотографій. | лютого 2004     | 53 000 000      | Відкрита                 | 85                       |
| Foursquare                   | Соціальна мережа з функцією геопозиционирования, призначена в основному для роботи з мобільних пристроїв.                                                                              | 11 березня 2009 | 25 000 000      | Відкрита                 | 517                      |
| Instagram                    | Соціальна мережа з упором на викладання користувачем фотографій. | 6 жовтня 2010   | 1000000000 +    | Відкрита                 | 36                       |
| Last.fm                      | Музичний сервіс. Володів елементами соціальної мережі до 2017 року. | 2002            | 40 000 000      | Відкрита                 | 1 642                    |
| LinkedIn                     | Ділова і професійна мережа. | травень 2003    | 225000000 +     | Відкрита                 | 9                        |
| LiveJournal                  | Блог-платформа. | березня 1999    | 39 426 278      | Відкрита                 | 136                      |
| MySpace                      | Загального характеру. | серпня 2003     | 25000000+       | Відкрита                 | 937                      |
| Mixi                         | Загального характеру. Популярна в Японії. | лютого 2004     | 26000000 +      | Відкрита                 | 1093                     |
| Pinterest                    | Міжнародна соціальна мережа, призначена для публікації і обміну зображеннями і анімацією.                                                                                              | 2011            | 100000000 +     | Відкрита                 | 30                       |
| Reddit                       | Соціальний новинний сайт. | 2005            | 36 000 000 +    | Відкрита                 | 7                        |
| Renren                       | Популярна в Китаї. До серпня 2009 називалася 校内 (Xiaonei). | грудень 2005    | 160 000 000+    | Відкрита                 | 739                      |
| Sina Weibo                   | Загального характеру. Мікро-блог. | 14 серпня 2009  | 500000000+      | Відкрита                 | 17                       |
| SoundCloud                   | Соціальна мережа для музикантів і діджеїв. | 2010            | 10000000 +      | Відкрита                 | 155                      |
| Tagged                       | Загального характеру. | жовтень 2004    | 100000000+      | Відкрита                 | 836                      |
| Tumblr                       | Сервіс тамблелоггінга загального характеру з елементами соціальної мережі. | 2007            | 220000000 +     | Відкрита                 | 34                       |
| Twitter                      | Загального характеру. Мікро-блог. | 15 липня 2006   | 1300000000 +    | Відкрита                 | 11                       |
|                              | . | 10 жовтня 2006  | 500000000 +     | Відкрита                 | 22                       |
|                              | | 26 березня 2006 | 300000000 +     | Відкрита                 | 49                       |
| border YouTube               | Сервіс відеохостингу з функціями соціальної мережі. | 2005 рік        | 1 000 000 000 + | Відкрита                 | 2                        |
| border Qzone                 | Найбільша в Китаї соціальна мережа. | 2005 рік        | 700 000 000 +   | Відкрита                 | 9                        |
| border Classmates            | Соціальна мережа для студентів і школярів. | 1995 рік        | 50 000 000 +    | Тільки маючи адреса .edu | 13 127                   |
| border Brainly (рос. Знання) | Соціальна мережа, призначена для студентів і викладачів. | 2009 рік        | 100 000 000 +   | Відкрита                 | 4438                     |
|                              | Загального характеру. | 2007 рік        | 25 000 000      | Відкрита                 | !                        |